# The Negro Motorist Green Book
Pour les articles homonymes, voir Green Book (homonymie).
The Negro Motorist Green Book (soit le « livre de l'automobiliste nègre par Green » ou « livre de Green », du nom de l'auteur, parfois aussi nommé The Negro Traveler's Green Book ou Green Book) est un guide de voyage destiné aux Afro-Américains, publié annuellement de 1936 à 1966 par un postier noir de New York, Victor Hugo Green, dans le contexte de la ségrégation raciale aux États-Unis.

## Histoire
Dans les années 1930, aux États-Unis, les lois Jim Crow, permettent une discrimination ouverte contre les personnes de couleur. Bien que cette discrimination et la pauvreté des populations afro-américaines limitent leur accès à l'automobile, la classe moyenne noire émergente commence à acheter des voitures. Pour beaucoup de Noirs, conduire permet d'éviter la ségrégation dans les transports publics. Les représentants, artistes et sportifs afro-américains utilisent aussi souvent l'automobile dans le cadre de leur travail. Ce public fait face à un certain nombre de dangers et difficultés lorsqu'il prend la route. Certaines entreprises appartenant à des Blancs refusent de les servir, de réparer leur véhicule, de les loger. Ils courent aussi le risque de se faire expulser ou agresser physiquement dans les sundown towns, des villes pratiquant un couvre-feu envers les Noirs. C'est pour parer à ces difficultés qu'un postier noir, Victor Hugo Green, a rassemblé des informations pour créer, à l'époque de la Ségrégation raciale aux États-Unis, un guide de voyage et de survie : The Negro Motorist Green Book,.
Près d'une dizaine de guides destinés aux voyageurs afro-américains ont été publiés, le premier en 1930. Le Green Book est le second. Les premières éditions du guide couvrent la mégalopole new-yorkaise, notamment Harlem, un quartier de Manhattan dans lequel la vie quotidienne des habitants est organisée selon un cloisonnement racial strict,. Green a ensuite rapidement étendu la couverture. Son ouvrage incluant la presque totalité des États-Unis, et partie du Canada, du Mexique et des Caraïbes. The Negro Motorist Green Book est ainsi devenu « la bible du voyageur noir durant les lois Jim Crow » permettant aux personnes de couleur de trouver hébergement et ravitaillement pendant leurs déplacements. L'année 1962, le nombre d'exemplaires du Green Book en circulation atteint les deux millions. Hors de la communauté afro-américaine, l'ouvrage reste en revanche peu connu. Peu après la promulgation du Civil Rights Act de 1964 interdisant tout type de discrimination raciale, la publication de l'ouvrage, désormais devenu inutile, cesse et il tombe dans l'oubli. Victor Hugo Green, étant décédé en 1960, n’a pas connu la fin de la ségrégation. Sa veuve, Alma, a continué à publier l’ouvrage jusqu’en 1966,. 
Il y a eu un regain d'intérêt pour ce guide au XXIe siècle en lien avec des études sur les voyages des Noirs à l'époque des lois Jim Crow. Deux documentaires traitant de ce livre sont en production en 2015. Le Gilmore Car Museum de Hickory Corners dans le Michigan a mis en place une exposition permanente sur le guide depuis fin 2014. Un exemplaire de l'édition 1956 y est présenté accompagné d'entretiens vidéo d'utilisateurs du guide. Une copie de l'édition 1941 est présentée au Musée national de l’histoire et de la culture afro-américaines à Washington (district de Columbia),,.
Peu à peu les sites majeurs, significatifs inscrits dans le Negro Motorist Green Book font l'objet de préservation et de valorisation au titre de monuments historiques.

## Fonction du guide
La ségrégation limite le nombre d'établissements ouverts aux automobilistes afro-américains. Cependant, certains entrepreneurs, noirs ou blancs, se rendent compte que les besoins des usagers de la route de couleur constituent un marché prometteur. Ainsi apparaissent des établissements ouverts à cette clientèle mais la difficulté, pour les consommateurs afro-américains, est de trouver ces lieux, véritables îles au milieu d'un océan de discrimination. Pour résoudre ce problème, des guides recensant les hôtels, terrains de campings, relais d'étape et restaurants acceptant la clientèle noire apparaissent.
L'un de ces ouvrages les plus connus est The Negro Motorist Green Book, dont la rédaction débute en 1932 et qui est pour la première fois publié en 1936. L'ouvrage a été conçu par Victor Hugo Green,, un postier new-yorkais vétéran de la Première Guerre mondiale. Selon ses propres mots, le but du guide est « de donner au voyageur noir une information le mettant à l'abri des difficultés et tracas, rendant son voyage plus agréable ». Selon l'éditorial rédigé par Novera C. Dashiell dans l'édition du guide datée du printemps 1956, « l'idée s'est concrétisée à une époque où, non seulement Green, mais aussi plusieurs de ses amis et connaissances se plaignaient des difficultés rencontrées, souvent des embarras douloureux compromettant des vacances ou un voyage d'affaires ».
Des guides de ce type existent déjà à l'époque pour le public juif des États-Unis, lui aussi victime de discriminations, mais qui peut cependant, visuellement, plus facilement se fondre dans la population blanche américaine. La publication du Green book est tout d'abord locale mais son succès est tel que dès 1937 sa distribution s'effectue à l'échelle nationale. Charles McDowell, un fonctionnaire spécialisé dans la question noire, collaborateur de l'Agence du voyage des États-Unis (United States Travel Bureau),, une officine gouvernementale, apporte ses connaissances au guide. La devise du Green Book affichée en couverture conseille au voyageur noir : « Emportez le Green Book avec vous, vous pourriez en avoir besoin ». L'édition de 1949 contient une citation de Mark Twain, « le voyage est fatal aux préjugés », dont le sens originel est inversé, comme l’explique l'universitaire Cotton Seiler : « C'est ici ceux qui sont visités plutôt que les visiteurs qui se retrouvent enrichis par la rencontre ».
Le principal objectif de l'ouvrage est de fournir des informations fiables permettant au conducteur noir de trouver un lit pour la nuit mais aussi des stations-services, des garages. Il donne des détails sur divers équipements de loisirs ouverts aux Afro-Américains, dont des salons de beauté, des restaurants, des boîtes de nuit et des country clubs,,. Les quatre principales catégories recensées par le guide sont les hôtels, les motels, les locations (des logements appartenant à des particuliers, généralement eux-mêmes des noirs) et les restaurants. Ces catégories se retrouvent pour chaque grande ville classée par État. Le nom et l'adresse de chaque commerce sont indiqués. Contre paiement, les entreprises peuvent avoir leur nom imprimé en gras ou obtenir une étoile indiquant que leur établissement est recommandé par le guide,.
Beaucoup d'établissements indiqués dans le guide sont gérés par des Afro-Américains et nommés d'après des figures de l'histoire afro-américaine. Ainsi en Caroline du Nord, on retrouve les hôtels Carver, Lincoln, et Booker T. Washington, le salon de beauté Friendly City, le salon de thé Black Beauty, le New Progressive tailor shop, la Big Buster tavern ou encore le Blue Duck Inn.. Chaque édition comporte aussi des articles de fond sur le voyage en général ou bien des destinations spécifiques et inclut une liste des complexes touristiques dédiés à la population noire situés à Idlewild, Michigan (en) notamment le Flamingo Club, Oak Bluffs (Massachusetts), ou encore Belmar (New Jersey).
Le guide pratique le crowdsourcing, les lecteurs étant invités à livrer leurs propres informations contre une récompense d'un dollar par récit, somme qui passe à cinq dollars en 1941.

## Archives et différentes éditions
Les différentes éditions du Green Book sont déposées et consultables sur le site de la New York Public Library et à la Smithsonian Institution.
- Diverses éditions du Green Book
- The Negro Motorist Green Book, édition de 1937.
- Édition de 1949, couvrant les États-Unis, le Mexique et le Canada.
- The Negro Travelers Green Book (1952).
- Édition anniversaire (vingt ans, 1956).
- The Travelers' Green Book (1960).
- Édition des vingt-cinq ans (1961).
- Couverture d'une édition internationale (1963-64).

## Cinéma
En 2018 sort le film américain Green Book : Sur les routes du Sud réalisé par Peter Farrelly, dont le titre fait référence au Negro Motorist Green Book. Ce film, fondé sur une histoire vraie, raconte le périple du pianiste noir Don Shirley et de son chauffeur blanc Tony Vallelonga à l'occasion d'une tournée effectuée en 1962 dans le Sud des États-Unis, alors en pleine période de ségrégation raciale. Durant leur voyage, de Manhattan jusqu’aux États du Sud, ils s’appuient sur le Green Book pour trouver les établissements accueillant les personnes de couleur,,.

### Médiagraphie

#### Émissions radiophoniques
- [mp3][radio diffusion] « Le Green Book, voyage dans l’Amérique ségrégationniste (1/2) », 23 avril 2021, Paris, RFI (Si loin si proche) (consulté le 2 mai 2021)
- [mp3][radio diffusion] « Le Green Book, voyage dans l’Amérique ségrégationniste (2/2) », 30 avril 2021, Paris, RFI (Si loin si proche) (consulté le 2 mai 2021)